# Petrologija
Petrologija (iz grškega: πέτρα [petra] – skala in λόγος [logos] - znanje) je veja geologije, ki preučuje kamnine in pogoje, v katerih so kamnine nastale. Deli se na petrologijo magmatskih, metamorfnih in sedimentnih kamnin.
Litologija je bila nekoč približen sinonim za petrografijo, danes pa je petrološka disciplina, ki se ukvarja z opisovanjem makroskopskih vzorcev in  izdankov kamnin, medtem ko se petrografija ukvarja z mikroskopskimi podrobnostmi.
Petrolofija uporablja za opisovanje sestave in zgradbe kamnin klasično mineralogijo, petrografijo, optično mineralogijo in kemijsko analizo. Sodobni petrologi uporabljajo za  preučevanje trendov in ciklov tudi načela geokemije in geofizike ter termodinamske in eksperimentalne podatke.

## Veje petrologije
- Petrologija magmatskih kamnin (magmatitov) se ukvarja s sestavo in strukturo magmatskih kamnin, na primer granita in bazalta, ki so kristalizirale iz raztaljene magme. Med magmatske kamnine spadajo tudi efuzivne in intruzivne kamnine.
- Petrologija sedimentnih kamnin (sedimentov) se ukvarja s sestavo in strukturo sedimentnih kamnin, na primer peščenjaka, dolomita in apnenca, ki so sestavljene iz kosov ali delcev drugih kamnin in bioloških ali kemijskih vsedlin, ki so pogosto vezane v matrici ali finejšem materialu.
- Petrologija metamorfnih kamnin (metamorfitov) se ukvarja s sestavo in strukturo metamorfnih kamnin, na primer skrilavcev, marmorja in gnajsa, ki so nastale zaradi delovanja visokih tlakov ali temperatur ali obojega in pri tem doživele kemijske, mineraloške in strukturne spremembe.
- Eksperimentalna petrologija raziskuje geokemijske in fazne povezave v naravnh in sintetičnih snoveh pri povišanih temperaturah in tlakih. Ekspermenti so posebno pomembni za raziskovanje kamnin iz spodnje Zemljine skorje in zgornjega plašča, ki v prvotni obliki redkokdaj preživijo potovanje do Zemljine površine. Tovrstne raziskave so osnova za razumevanje magmatskim in metamorfnih procesov.